# KOM
KOM är ett gemensamt namn för konferenssystem som efterliknar Svenska KOM, även kallade KOMpatibla system. Ett av de vanligaste är LysKOM, som utvecklades av Lysator i Linköping. Idag ska ett antal LysKOM-installationer fortfarande vara aktiva, och Fabbes BBS. Träffpunkt 44:an (tp.frukt.org) hos Förbundet Sveriges Dövblinda i Stockholm är nedlagd. 

## KOMpatibla system
| Namn                                 | Operativsystem      | Programspråk                | Övrigt                                                             |
| ------------------------------------ | ------------------- | --------------------------- | ------------------------------------------------------------------ |
| LysKOM                               | Unix                | C                           | Webbplats                                                          |
| KOM version 5                        | Tops-10, TOPS-20    |                             | FOA, QZ                                                            |
| KOM version 6                        | Tops-10, TOPS-20    |                             | FOA, QZ                                                            |
| Hack-KOM                             | Tops-10             |                             | QZ                                                                 |
| PortaCOM                             |                     | Pascal                      | Komunity Software                                                  |
| MikroKOM                             | MicroBee, MS-DOS    | Turbo Pascal                | Skrivet av Carl Sundbom. Webbplats                                 |
| SklaffKOM                            | Linux, BSD, Solaris | C                           | Webbplats                                                          |
| NiKom                                | Amiga               | C                           | Webbplats                                                          |
| H-KOM                                | CP/M, Pc            | Turbo Pascal (pc-versionen) | Skrivet av Harald Fragner.                                         |
| TPCS (The Perfect Conference System) | MS-DOS              | C, assembler                | Skrivet av Mikael Kjellström och Krister Hansson-Renaud. Webbplats |
| TCL (The Common Link)                | MS-DOS              |                             | Även namnet på utvecklarens BBS. Skrivet av Ulf Hedlund. Webbplats |
| Alpha-KOM                            | Pc                  |                             |                                                                    |
| Nice Touch                           | Amiga               | C                           | Användes av NT-BBS och Camelot.                                    |
| K2                                   | MS-DOS/Windows      | C++                         | Användes av TP44 och Momo.                                         |
| OpenKOM                              | Windows/OSX/Unix    | Java                        | Webbplats.                                                         |
| EasyKOM                              | Windows             | C                           | Webbplats.                                                         |
| MarvinKom                            | Amiga               | E                           | Supportbas.                                                        |
| Web4Heallth                          | Unix                | Java                        | Webbplats.                                                         |
| UFH-KOM                              | RSTS/E, PDP-11      | Macro-11                    | Datorföreningen UFH, Haninge. Webbplats.                           |